# 黑斯廷斯·伊斯梅
第一代伊斯梅男爵黑斯廷斯·莱昂内尔·伊斯梅（英語：Hastings Lionel Ismay, 1st Baron Ismay；1887年6月21日—1965年12月17日），是英国的陆军上将和外交官，第二次世界大战时期英国首相温斯顿·丘吉尔的参谋长，还是第一任北约秘书长。